# مؤسسه مهندسی نرم‌افزار
مؤسسه مهندسی نرم‌افزار دانشگاه کارنگی ملون (اس‌ئی‌آی) یک مرکز تحقیقات و توسعه با بودجهٔ دولتی می‌باشد که دفتر مرکزی آن در پردیس دانشگاه کارنگی ملون واقع در پیتسبورگ، پنسیلوانیا، آمریکا قرار دارد. اس‌ئی‌آی در آرلینگتون، ویرجینیا و فرانکفورت، آلمان نیز دفاتری دارد. بودجهٔ اصلی این مؤسسه توسط وزارت دفاع ایالات متحده آمریکا تأمین می‌گردد. اس‌ئی‌آی همچنین به وسیلهٔ همکاری‌های تحقیقاتی، رابطهٔ نزدیکی با صنایع و دانشگاه‌های دیگر دارد.
برنامهٔ کاری مؤسسه مهندسی نرم‌افزار به چندین محدودهٔ کاری تقسیم شده است: خرید، مدیریت فرایند، خطر، امنیت، توسعه نرم‌افزار، و طراحی سیستم.